# Annalisa Crannell
Annalisa Crannell é uma matemática estadunidense, professora de matemática do Franklin & Marshall College.

## Educação
Crannell é filha do físico nuclear Hall L. Crannell da Universidade Católica da América e da Física solar Carol Jo Crannell do Centro de Voos Espaciais Goddard da NASA.
Entrou no Bryn Mawr College pretendendo estudar línguas, mas foi inspirada a estudar matemática pelo professor Mario Martelli, que notou seu talento em um cálculo e a encorajou a frequentar um curso de equações diferenciais parciais como ouvinte. Graduou-se em 1986 e obteve um doutorado em 1992 na Universidade Brown, orientada por Walter L. Craig.

## Carreira
Crannell juntou-se à faculdade do Franklin & Marshall College em 1992.
Foi editora associada do Mathematics Magazine, publicado pela Mathematical Association of America (MAA), durante mais de 15 anos.

## Contribuições
Em sua tese, The Existence of Many Non-Traveling, Periodic Solutions of the Boussinesq Equation, trabalhou com a equação de Boussinesq para ondas de água.
É autora ou editora dos livros:
- Starting Our Careers: A Collection of Essays and Advice on Professional Development from the Young Mathematicians' Network (editado com Curtis D. Bennett, American Mathematical Society, 1999)
- Writing Projects for Mathematics Courses: Crushed Clowns, Cars, and Coffee to Go (com Gavin LaRose, Thomas Ratliff e Elyn Rykken, MAA, 2004)[7]
- Viewpoints: Mathematical Perspective and Fractal Geometry in Art (com Marc Frantz, Princeton University Press, 2011)[8]

## Reconhecimentos
Crannell recebeu o Deborah and Franklin Haimo Awards for Distinguished College or University Teaching of Mathematics|Deborah and Franklin Tepper Haimo Award da Mathematical Association of America em 2008. O prêmio reconhece os excelentes professores de matemática "cuja eficácia no ensino demonstrou ter influência além de suas próprias instituições".